# Parteienverdrossenheit
Die Begriffe Parteienverdrossenheit und Parteienverdruss bezeichnen in der deutschen Geschichte ursprünglich die antiliberale und antidemokratische Einstellung zu Beginn der Weimarer Republik, die sich gegen die Republik und den „Parteienstaat“ richteten und in der Tradition Bismarcks den Parteienstaat „als Gegenstück zu dem überkommenen Ämter- und Beamtenstaat der konstitutionellen Monarchie, der als neutraler, politikfreier, vor allem vom 'Gezänk der Parteien' freier Staat begriffen.“ Zu den bekanntesten Protagonisten einer „autoritären Lösung“ im nationalistischen Sinne gehörten die Vertreter der Konservativen Revolution wie Oswald Spengler und Carl Schmitt.
Parteienverdrossenheit wird seit den 1980er-Jahren auch synonym verwandt mit Politikverdrossenheit bzw. mit Politikerverdrossenheit, „politische Entfremdung“, „Krise der Demokratie“ oder „Legitimationsprobleme im Spätkapitalismus“.
Gegenwärtig ist Parteienverdrossenheit zumeist ein Symptom der Unzufriedenheit mit den begrenzten Möglichkeiten der Wahl- und Abstimmungsberechtigten, selbst durch Referenden die Politik gewählter Abgeordneter in Sachfragen zu korrigieren. Einer im Januar 2017 durchgeführten Umfrage des Meinungsforschungsinstituts insa zufolge meinen 70 Prozent der Befragten, dass Volksabstimmungen „demokratischer“ seien als Abstimmungen im Bundestag. Dies spräche dafür, dass eine Mehrheit der Wahlberechtigten in Deutschland mit einer rein repräsentativen Demokratie nicht zufrieden ist.